# Stomotoca
Stomotoca is een geslacht van neteldieren uit de familie van de Pandeidae.

## Soort
- Stomotoca atra L. Agassiz, 1862